# Kurt Schmidt, statt einer Ballade
Kurt Schmidt, statt einer Ballade ist das erste Gedicht im Lyrikband Ein Mann gibt Auskunft von Erich Kästner, der im September 1930 erschien. Das Gedicht selber erschien erstmals in der Weltbühne am 6. August 1929 und wurde schon zuvor am 14. Dezember 1929 im Schlesischen Rundfunk – und danach in gesamten deutschen Sprachraum – als Auftaktgedicht der lyrischen Suite Leben in dieser Zeit gesendet.

## Inhalt
Das Gedicht thematisiert das trostlose Leben eines Arbeiters und endet mit dem Suizid des Protagonisten. Es beschreibt die „graue Hoffnungslosigkeit eines Durchschnittsmenschen“.
In den ersten beiden Strophe wird ein Mann Kurt Schmidt und sein immer gleich ablaufender Werktag mit seinen vier Phasen vorgestellt: Schlaf, Essen und Arbeitsweg, Fabrikarbeit und Freizeit. Die dritte Strophe behandelt die Sonn- und Feiertage, die ohne festen Rhythmus ablaufen. Nun vergehen die Jahre in diesem immer gleichen Abläufen. Noch träumt und hofft der Protagonist. In der Mitte des Gedichts markieren zwei Ereignisse, eine schwere Verletzung und ein Kind, das früh verstirbt, den Wendepunkt. In den nächsten beiden Strophen ist die Hoffnung verschwunden und das Leiden tritt in das Leben. Der Blick weitet sich und der Arbeiter erkennt, dass er einer von Abermillionen anderen auf der Welt ist, alleine und ohne Möglichkeit, sein Leben zu gestalten. Auch der Mensch nur ein Teil des unerbittlichen ewigen Kreislaufs des Lebens aus Entstehen und Vergehen. In der letzten Strophe erscheint der Tagesablauf aus der zweiten Strophe wieder. Doch dieses Mal in der Abfolge Schweißarbeit, Fressen und Müdigkeit auf der Fahrt, stummes Liegen. Die eine freie Stunde verliert ihren Sinn und wird zur Stunde des Freitodes.

## Aufbau
Das Gedicht umfasst elf Strophen. Die ersten zehn Strophen haben je vier Verse, die letzte Strophe hat fünf. Für die Vierzeiler verwendet Kästner wie auch sonst im Gedichtband den Kreuzreim (abab), der Fünfzeiler steht dagegen im Schema abbab, das sonst nur noch zweimal in Ein Mann gibt Auskunft zu finden ist. Im Gedicht findet sich außerdem ein „eindringlicher Binnenreim“: „In gleichem Schritt und Tritt. Und Schmidt lief mit“ und ein schönes Beispiel für Kästners Vergleiche und Wortspiele: „Der Mensch war auch bloß eine Art Gemüse“

## Literarische Einordnung
Das Gedicht Kurt Schmidt, statt einer Ballade beschreibt ein menschliches Drama. Kästner verwendet es als Auftaktgedicht seines geschickt arrangierten Lyrikbandes Ein Mann gibt Auskunft und verleiht ihm somit eine besondere Bedeutung. Es drückt in ganz besonderem Maße aus, was der Autor mit seiner Lyrik ausdrücken will. Der Autor spricht nicht selbst, drückt seine Gefühle nicht aus, sondern äußert sich indirekt. Dabei verwendet er, ganz im Geist der Zeit, die Groteske. Es ist somit ein gutes Beispiel für das poetologische Programm Kästners, die man auch als Gebrauchslyrik bezeichnet und wie viele andere Werke Kästners der Neuen Sachlichkeit zugerechnet.

## Rezeption
Das Gedicht war schon durch die Radiosendungen ab 14. Dezember 1929 bestens bekannt. Erich Kästner war in kürzester Zeit durch Gedichte wie dieses zu einem der Stars der deutschen Lyrik avanciert. Die Arbeiter-Zeitung schrieb am 11. Januar 1931 begeistert über den Gedichtband Ein Mann gibt Auskunft: „phrasenlos, schonungslos, rücksichtslos“.